# Dark Eden
Dark Eden (Blood Red Road) è un romanzo fantascientifico distopico per ragazzi della scrittrice canadese Moira Young.
Il romanzo, ambientato in un mondo post apocalittico desertico e selvaggio, segue il viaggio della protagonista, Saba, oltre i confini della sua casa nel tentativo di salvare suo fratello Lugh da misteriosi rapitori.
Il libro è stato pubblicato per la prima volta nel 2011 dalla Marion Lloyd Books in Inghilterra e dalla Margaret K. McElderry Books negli Stati Uniti. In Italia è stato pubblicato per la prima volta lo stesso anno da Edizioni Piemme per la collana Freeway Dark.
È il primo libro della trilogia intitolata Dust Lands; gli altri due libri della serie sono attualmente inediti in Italia.

## Trama
Saba ha diciotto anni e ha sempre vissuto assieme a suo padre, suo fratello gemello Lugh e la sua sorellina di nove anni Emmi nella terra desolata di Silverlake, il cui nome viene dall'unico lago presente. Saba e Lugh hanno personalità opposte: lei è cupa e irascibile, lui è brillante e calmo. Tuttavia, i due sono profondamente legati, fanno affidamento l'uno sull'altro e soprattutto Saba ama suo fratello più di ogni altra cosa. Il mondo di Saba, però, crolla quando quattro uomini misteriosi uccidono suo padre e rapiscono Lugh. Saba non ha allora altra scelta se non lasciare l'unico luogo che conosce per riportare a casa suo fratello. Per la prima volta deve cavarsela senza suo fratello, che fino a quel momento l'aveva guidata.
Assieme ad Emmi, Saba si imbatte in Rooster Pinch e Miz Pinch, che le portano a Hopetown. Qui deve combattere per sopravvivere, scoprendosi una formidabile guerriera, tanto da ricevere il nome di Angelo della Morte. Conosce, inoltre, l'affascinante Jack e si unisce per necessità ad un gruppo di ragazze rivoluzionarie, le aquile libere, prendendo parte involontariamente al cambiamento della società.

## Personaggi
SabaSaba è la protagonista della storia. Ha appena compiuto 18 anni quando suo fratello viene rapito e suo padre ucciso. Ha i capelli neri e, come suo fratello, ha un tatuaggio a mezza luna fattole da suo padre. Possiede una collana con una pietra a forma di cuore regalatale dalla madre. L'accompagna sempre il suo intelligente corvo, Nero. Saba è una ragazza molto emotiva e determinata. Spesso, proprio per questa combinazione, dimostra un lato infantile e ingenuo. Non conosce il mondo oltre le terre dove è cresciuta e tende a non fidarsi di nessuno che non sia la sua famiglia, allontanando spesso le persone, nonostante abbia un lato gentile. Adora suo fratello gemello Lugh più di ogni altra cosa e mostra una palese ostilità verso la sorella minore. Saba, infatti, incolpa Emmi della morte della madre, che è deceduta proprio dando alla luce la sorella. Spesso Saba definisce Emmi fastidiosa, e inizialmente si rifiuta di portarla con sé durante il viaggio. Il loro rapporto muta durante il libro. Saba è, inoltre, una forte guerriera, tanto da guadagnarsi il soprannome di Angelo della Morte perché imbattuta per diversi mesi all'interno dell'arena. Saba ha seguito suo fratello per tutta la sua vita stimandolo e comparandosi a lui, ritenendolo la sua guida e una persona da ammirare, migliore rispetto a lei sia nell'aspetto che nel carattere. Nonostante inizialmente la relazione più importante per Saba sia quella con il fratello, nel corso della storia le cose cambiano, in particolare dopo aver incontrato Jack.
JackJack è più grandi di Saba di un paio d'anni. È un ragazzo ben piantato dai capelli castani e alto 180 cm. Lui e Saba si incontrano per la prima volta a Hopetown durante la prigionia di Saba; i due provano immediatamente attrazione l'uno verso l'altra. Jack è un alleato importante e fondamentale per salvare Lugh. Una delle cose più importanti che possiede è un telescopio rotto. Jack è un personaggio misterioso, il suo passato è sconosciuto ed in parte è questo che attrae Saba. Jack è molto sicuro di sé e sembra conoscere cose sconosciute a Saba, inoltre è un ottimo combattente oltre ad essere intelligente e molto diretto.
LughFratello gemello di Saba, anche lui come Saba ha il tatuaggio a forma di mezzaluna fattogli dal padre. Tuttavia i due gemelli sono molto diversi fisicamente: Lugh è biondo e ha gli occhi celesti. Prima di essere rapito era, insieme al padre, colui che guidava la famiglia e prendeva le decisioni importanti. Differentemente dalla gemella è molto gentile con Emmi. Nel primo capitolo della serie non appare molto, di lui si sa che è un leader pacato, che Saba segue dovunque, e che non accetta volentieri gli estranei.
EmmiLa sorella minore di Saba. Ha tra i 9 e 10 anni. Nonostante la sorella la rigetti in modo evidente, tanto da lasciarla indietro quando parte per il suo viaggio, Emmi è affezionata ad entrambi i suoi fratelli. Infatti cerca sempre di avvicinarsi a Saba nel tentativo di farsi accettare da lei. Durante il libro la relazione tra le due migliora drasticamente.
MercyUn'amica di famiglia di Saba. È la persona a cui Saba si rivolge per trovare momentaneo aiuto con l'idea di affidarle Emmi. Vive a tre giorni di cammino da Silverlake, nel bosco di Crosscreek.
MaevCapo delle Aquile Libere.
De MaloUn uomo misterioso che sembra conoscere molte cose. La sua posizione è ambigua, ma per la maggior parte della storia è un nemico, nonostante l'interesse che dimostra verso Saba.
Mr. e Mrs. PinchApparentemente una coppia di semplici viaggiatori, si rivelano essere trafficanti di schiavi. Conducono loro Saba a Hopetown.

## Ambientazione
Il libro è ambientato in una Terra post apocalittica, ma durante tutto il libro non viene mai spiegato per quale motivo e in quale momento il mondo è stato devastato riducendo drasticamente l'umanità, modificandone al contempo il modo di vivere, e stravolgendo l'ambiente.
Le terre sono per lo più desolate e desertiche, disseminate da relitti della civiltà, ormai scomparsa, di quelli che vengono chiamati “Devastatori” (Wreckers in lingua originale). Tuttavia la vegetazione non è completamente scomparsa: la prima tappa della protagonista lungo il suo viaggio è una piccola foresta non molto distante da Silverlake. Il bosco è a ridosso del deserto, quello che viene chiamato Sandsea, il mare di sabbia, che separa le regioni in cui Saba ha vissuto per tutta la sua vita dal resto del mondo.
Tutti i personaggi sono analfabeti:la scrittura si è persa nel tempo e ancora più rara è la carta, proprio a causa della desertificazione del territorio, alla scarsità di mezzi e delle risorse.
I resti del vecchio mondo vengono riutilizzati per costruire nuove abitazioni: per esempio, la capanna in cui Saba vive è fatta di copertoni e Hopetown, l'unica città presente nel romanzo, non è altro che un insieme di baracche. Proprio qui Saba entra nell'arena chiamata Colosseo, dove si tengono dei combattimenti, che spesso sfociano in veri e propri sacrifici umani. Questi sono usati dalla monarchia insediatasi ad Hopetown per intrattenere la popolazione, controllata quasi completamente grazie all'uso di una droga. Tuttavia ad opporsi alla tirannia del re vi è un gruppo di ragazze rivoluzionarie chiamate Aquile Libere ( Freehawks ) che saranno centrali per il viaggio di Saba.
Il mondo delle Dust Lands è governato dalla legge del più forte e dalla tirannia a cui la protagonista stessa tenta di opporsi.

## Il linguaggio
Caratteristica che spicca è l'approccio al linguaggio, sia per quanto riguarda lo stile che come tema all'interno del libro.
I discorsi diretti non sono delimitati da virgolette o trattini, sia nella versione originale che nella traduzione italiana: a segnalarli vi è solamente il fatto di essere mandati a capo. A questo si aggiunge un linguaggio a volte sgrammaticato e con varie stranezze e scorrettezze; in inglese ad esempio le parole sono presentate in una forma diversa nello standard, mentre in italiano è usato un registro basso e spontaneo con un uso traballante del congiuntivo, parole generiche, aggettivi usati al posto degli avverbi e uso del presente al posto del futuro.
Nonostante questa scelta stilistica possa rendere la lettura più difficile, è anche il segno distintivo della trilogia.
La lingua delle Dust Lands è diversa rispetto a quella del tempo in cui è stato scritto il libro in quanto si è involuta perché trasmessa solo oralmente. All'interno del libro, infatti, nessuno dei personaggi sa leggere o scrivere, infatti la scrittura ha acquistato un gran valore e affascina la protagonista. L'autrice ha definito la lingua usata come un misto tra parole, espressioni e frasi provenienti da diverse epoche e culture. Saba, inoltre, funge da narratrice della storia in uno stile che si avvicina al flusso di coscienza, anche per la semplicità del linguaggio usato.

## Influenze
Moira Young ha dichiarato di essersi ispirata a vari dei suoi personaggi preferiti, reali e non, per costruire volutamente personaggi femminili che fossero forti e indipendenti.
Tra le sue fonti di ispirazione vi sono:
- Eroine tratte da film degli anni Trenta, Quaranta e Cinquanta come Katharine Hepburn, Bette Davis, Barbara Stanwyck e Joan Crawford
- Jack Reacher, il lupo solitario e vigilante di Lee Child
- Dorothy Gale dal film Il mago di Oz, che l'autrice ha definito la sua prima “eroina femminile”[13]

Per quanto riguarda l'ambientazione l'autrice ha preso spunto molto dai film, una sua fonte di ispirazione costante. In particolare alla base del mondo delle Dust Lands è possibile identificare i film western di cui l'autrice si è definita una grande amante fin dall'infanzia. Uno dei film di questo genere con il maggiore impatto sull'opera è il classico Sentieri Selvaggi del 1956, diretto da John Ford. Ciò è evidente anche dalle similitudini tra i protagonisti: entrambi partono per un viaggio alla ricerca di un parente scomparso, per Saba il fratello, per Ethan la nipote.
Altri film di ispirazione sono stati:
- Il mago di Oz (film 1939) di Victor Fleming
- Mad Max di George Miller [4]
- Lawrence d'Arabia di David Lean [6][15]
- Via col vento di Victor Fleming [6]
- I predatori dell'arca perduta di Steven Spielberg
- Il Gladiatore di Ridley Scott
- L'ultimo dei mohicani di Michael Mann
- Star Wars di George Lucas
- Capitan Blood di Michael Curtiz

## Traduzioni
In italiano il libro ha preso il titolo di Dark Eden, dal titolo del racconto da cui il libro ha avuto origine, infatti solo in seguito l'autrice decise di riprendere in mano il materiale trasformandolo in una trilogia. La traduzione è stata pubblicata nel 2011 da Piemme (ISBN 978-88-566-1707-8).
La serie Dust Lands è stata pubblicata in oltre 30 paesi.

## Seguiti
Il secondo libro della saga, chiamato Rebel Heart, è uscito il 30 ottobre 2012. Il terzo ed ultimo capitolo della trilogia è uscito nel 2014 con il titolo di Raging Star. Entrambi i seguiti della saga sono inediti in Italia.

## Riconoscimenti
- Vincitore del Children's Book Award dei Costa Book Awards nel 2011[14][17]

In proposito i giudici hanno detto. :
(Eleanot Updale, Helen Fospero e  Tony West, giudici del Costa Children's book 2011)
- Vincitore del BC Book Prize for Children's Literature nel 2012[14]
- Vincitore del Cybils Award nella sezione Young Adult nella categoria Fantasy e Science fiction nel 2011[14]
- Vincitore del Prix Utopiales de Nantes nel 2012[14]
- Vincitore del ALA-YALSA Best Fiction per Young Adults nel 2012[5][14]

## Altri media
I diritti del libro sono stati comprati da Ridley Scott e dallo sceneggiatore Jack Thorne per la realizzazione di un film.